# Моделювання екосистем

Структурна діаграма моделі відкритої океанічної планктонної екосистеми Фашем, Даклоу та Мак-Келві (1990).
На діаграмі показано 7 компонентів екосистеми: P, фітопланктон; Z, зоопланктон; B, бактерії; D, детрит; Nn, нітрати; Nr, амоній; Nd, нерозчинний органічний азот. Стрілочками показано потоки речовини між цими компонентами, які описуються такими процесами як первинна продукція, випас (виїдання) та ремінералізація. Лінії без стрілочок відтворюють потоки речовини, що виникають поза екосистемою.

Математичне моделювання широко застосовується для вирішення багатьох актуальних задач екології та біології. Довгострокові екологічні прогнози, дослідження антропогенного впливу на навколишнє середовище, моделі походження життя, вивчення людського організму, завдання генетики — ось далеко не повний перелік завдань, вирішення яких в даний час немислимо без застосування математичного моделювання.
Одним з важливих напрямків в цих дослідженнях є математичне моделювання біологічних популяцій. Воно застосовується для вирішення таких завдань, як збереження зникаючих і рідкісних видів, прогнозування чисельності промислових популяцій і розробка оптимальних стратегій промислу, вивчення впливу антропогенних факторів на чисельність біологічних видів, і інших.
Перші дослідження в області популяційного моделювання з'явилися в 20-і роки XX століття. Ключовими роботами, які дали потужний поштовх подальшим дослідженням, були дослідження А. Лотки і В. Вольтера (створені незалежно один від одного), в яких розглядалася. модель взаємодії двох популяцій «хижак-жертва». Але бурхливий розвиток цей напрям отримав, починаючи з 1950-х років, що, безумовно, пов'язано з появою і швидким розвитком обчислювальної техніки. Серед великої кількості різноманітних моделей, розроблених на першому етапі, можна виділити такі класи моделей, як моделі з віковою структурою, просторово-розподілені моделі, дискретні відображення, статистичні моделі.
Незважаючи на отримані цікаві результати, при переході від показу можливостей математичних моделей до наближення їх до біологічних реалій виникли серйозні труднощі. Пошук нових підходів призвів, зокрема, до створення моделі біосферних процесів В. А. Костіцина, при побудові якої він спирався на гіпотезу про можливість використання системи диференціальних рівнянь першого порядку для опису широкого кола явищ (гіпотеза Вольтерра-Костіцина). Також, до побудови А. Н. Колмогоровим (1936–1972), власної версії моделі «хижак-жертва». Подальші етапи застосування математичного моделювання, в тому числі і зазначені вище роботи, істотно розвивали підходи В. Вольтерра, підготували ґрунт для використання сучасної обчислювальної техніки. Але біологами вони були сприйняті як спроба відходу від пошуку адекватних моделей до експериментально-теоретичного аналізу еколого-біологічних систем, як свідчення розбіжностей і невпевненості математиків, і навіть як доказ непристосованості точних наук для опису еколого-біологічних явищ. У свою чергу, недовіра до математичних моделей призвело до посилення тенденцій по наданню екологічним моделям загальносистемного значення, що характерне для зазначених вище робіт.
Відродження кількісної екології, її сучасний етап розвитку пов'язаний із суспільним резонансом, викликаним діяльністю «Римського клубу», з моделлю Дж. Форрестера «Світова динаміка» (1971,1978), з привнесеною ним у біологічні дослідження культурою використання комп'ютерів, побудови моделей великої розмірності — імітаційних моделей.
Імітаційні моделі мають ряд можливостей, яких немає у аналітичних моделей:
- дозволяють використовувати в моделі залежності, які не виражаються в аналітичній формі
- дозволяють програвати різні сценарії
- дозволяють враховувати часові та просторові неоднорідності

При цьому непараметричне подавання інформації (генерування сценаріїв) — нова, некласична діяльність в математичному моделюванні.

## Моделювання динаміки екосистем
Існує три основні методи моделювання екосистем:
1. Стохастичний метод «чорної скриньки» (застосування класичної теорії систем). Передбачається, що на детерміновані зв'язки усередині системи повсюдно накладаються стохастичні явища. Велика роль тут належить оцінці експериментальних даних про стан системи.
Детермінований автомат — математична модель системи, стани якої змінюються в дискретні моменти часу, причому кожний стан системи повністю визначається попереднім станом і вхідним сигналом. Детермінований автомат формально описується у вигляді функції f (si, aj) = ak, де si — вхідний сигнал, а aj — попередній стан. Типовий приклад Детермінованого автомата — цифрова обчислювальна машина, в якій стан всіх регістрів і осередків визначається їх попереднім станом і вхідними сигналами. Детермінований автомат є природною формою опису логічної структури дискретних обчислювальних пристроїв. Перехід до недетермінірованих автоматів можливий як шляхом введення ймовірностей зміни станів, так і за допомогою вільного вибору наступного стану.
2. Детерміністичний імітаційний метод (використання класичних методів для вивчення екосистем). Динаміка кожного процесу вивчається за допомогою експериментів, яким відповідають диференціальні рівняння, що входять до одної загальної моделі системи. Модельні експерименти для перевірки різних теоретичних припущень щодо екзогенних явищ і ендогенних змін стану системи
Екзогенні процеси зумовлені головним чином впливом зовнішніх сил: енергією сонячної радіації, силою тяжіння тощо грец. exo — зовні + genes — породжує, народжений (від ендо … і … ген), внутрішнього походження, чинний всередині чого-небудь, той що пояснюється внутрішніми причинами; виникає внаслідок внутрішніх причин, виконуються за допомогою комп'ютера.
3. Кібернетичний метод (підхід до екосистеми як до системи, що сама оптимізується).
При дослідженні екологічних процесів і систем, що характеризуються взаємозв'язком детермінованих і стохастичних процесів, використовуються відповідним чином модифіковані методи, розроблені та апробовані в теоретичній і прикладній кібернетиці. Зміни в стані системи відтворюються на комп'ютері.
Потреба сучасного етапу розвитку кількісної екології — повернення довіри біологів до досліджень математиків, усунення внутрішніх суперечностей у застосуванні точних методів. Одним з перспективних способів її розвитку є проведення комплексних досліджень: від вибору об'єкту моделювання, аналізу вихідної біологічної інформації, обґрунтування детальної базової (імітаційної) моделі до побудови набору взаємопов'язаних і взаємодоповнюючих моделей, як імітаційних, так і аналітичних.
Ефективність комплексних досліджень заснована на симбіозі двох підходів, на поєднанні «діалогових™» імітаційних систем і «прозорості» аналітичних моделей. В результаті таких досліджень може бути подолано традиційну недовіру біологів до аналітичних моделей, за допомогою обґрунтування їх придатності для процесу редукції базових імітаційних моделей, тих моделей, через які здійснюється безпосередня взаємодія з експертами-біологами, з вихідним фактологічним і концептуальним матеріалом.

## Ресурси Інтернету
- Екологічне моделювання [Архівовано 5 травня 2012 у Wayback Machine.]